# 若弗内尔·莫伊兹
若弗内尔·莫伊兹（法語：Jovenel Moïse，法語發音：[ʒɔv(ə)nɛl mɔiz]，海地克里奧爾語發音：[ʒovɛnɛl mɔiz]；1968年6月26日—2021年7月7日），第45任海地總統，於任內遭暗殺身亡。

## 生平

### 早年
莫伊兹生於北特魯區一個中產家庭，父母分別是商人艾蒂安·莫伊兹（Etienne Moïse）和裁縫露西亞·布魯諾（Lucia Bruno），到1974年搬到太子港。1996年他在基斯克亞大學政治学系畢業，同年和大學同學瑪蒂娜·瑪麗·艾蒂安·約瑟夫（Martine Marie Étienne Joseph）結婚。後來莫伊兹在和平港創辦企業。

### 就任總統
2016年11月海地總統選舉中，以55.6%的得票率當選為海地總統，該次選舉投票因為政治局勢不穩而延誤了約一年。
2018年10月17日，莫伊茲在紀念國家創始人和民族英雄讓-雅克·德薩林逝世212周年的儀式上遭暗殺未遂。他沒有受傷並被疏散到安全的地方，但有三名警衛受傷。

### 遇刺身亡
2021年7月7日凌晨1點，若弗内尔·莫伊兹總統在其官邸中遭暗杀身亡，享年53歲；槍手是會說英語和西班牙語的外國人，身份不明。第一夫人玛蒂娜·莫伊兹中枪受伤后送往美國佛州的邁阿密進行治療，直到傷癒後返國。

## 争议
2018年7月开始，爆发要求若弗内尔·莫伊兹下台的街头抗议。抗议者认为莫伊兹侵吞了海地政府为石油加勒比计划编列的款项中的近20亿美元，应该下台。同时抗议者也抱怨莫伊兹上台以来通膨上升了15%，使人民生计困难。莫伊兹发言拒绝下台，使得抗议在之后多次爆发。
2019年5月31日，海地高级法院确认若弗内尔·莫伊兹建立的两个企业以修路名义侵吞20亿美元。

## 荣誉

### 外国勋章奖章
- 采玉大勋章（中华民国，2018年5月29日批准[10]，2018年5月29日于中华民国总统府颁发[11]）

## 外部連結
- 若弗内尔·莫伊兹的Facebook專頁
- 若弗内尔·莫伊兹的Instagram帳戶
- 若弗内尔·莫伊兹的X（前Twitter）

| 官衔                            | 官衔                    | 官衔                        |
| ------------------------------- | ----------------------- | --------------------------- |
| 前任者： 若瑟萊姆·普利韋爾 代理 | 海地總統 2017年－2021年 | 繼任者： 克洛德·约瑟夫 代理 |